# Lockheed Martin X-35
El X-35 fue el avión experimental de Lockheed Martin para el programa Joint Strike Fighter (JSF). El X-35 fue declarado el ganador oficial del concurso el 26 de octubre de 2001 y entró en producción en el año 2006 bajo el nombre de F-35 y fue posteriormente renombrado a F-35 Lightning II.

## Joint Strike Fighter

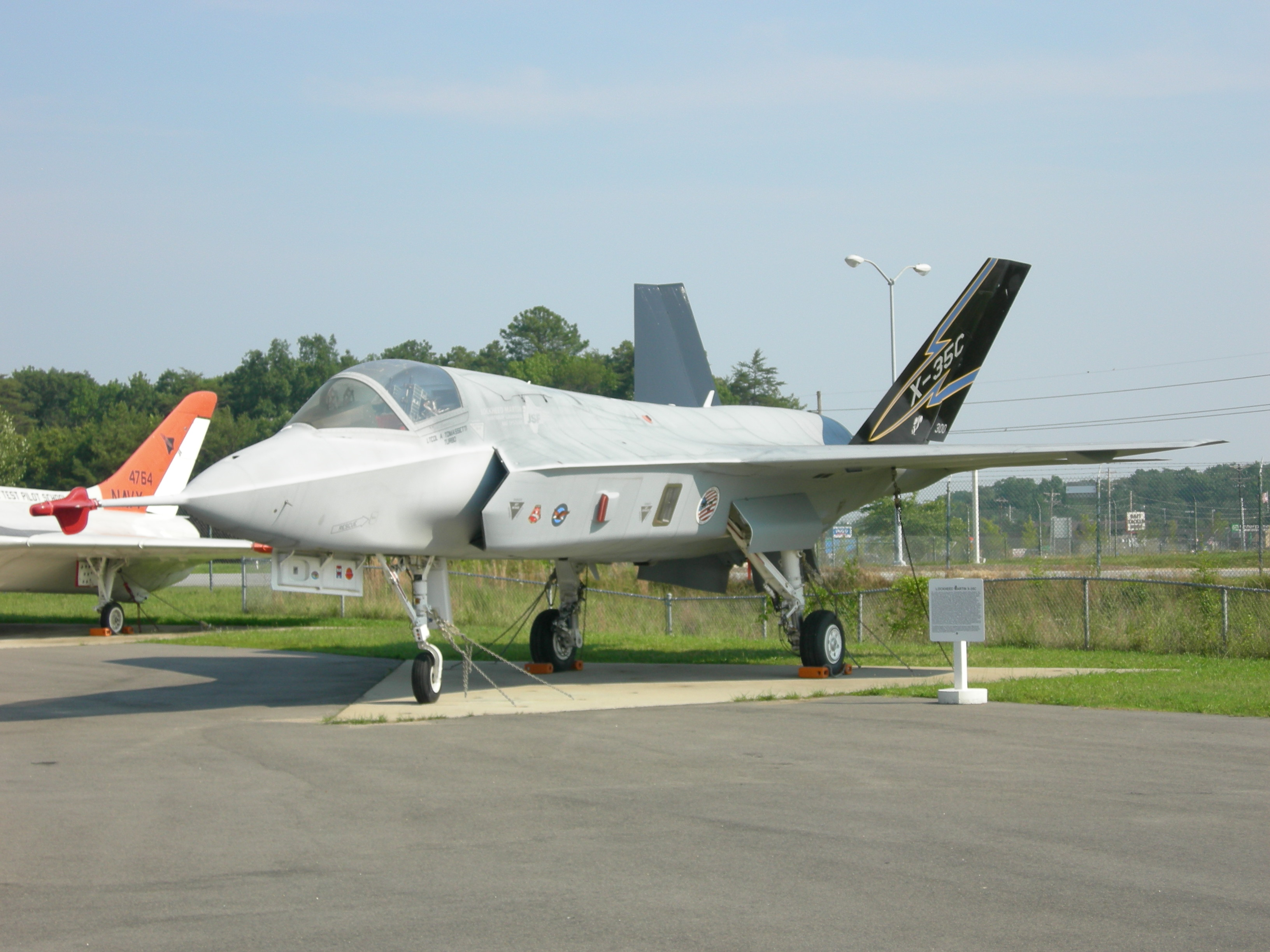
X-35C en la Patuxent River Naval Air Museum; Tanto el X-35 como el X-32 fueron a museos.

El programa Joint Strike Fighter evolucionó de varios requisitos para un combate común y para sustituir a los conocidos F-16, A-10, F/A-18 y AV-8B (el último cuenta con despegue vertical). El 16 de noviembre de 1996, a pesar de que se presentaron varios fabricantes, únicamente los fabricantes Boeing y Lockheed Martin lograron el contrato para el desarrollo, permitiéndoseles producir a cada una de las empresas dos de sus propuestas.
El contrato para demostración y desarrollo del sistema fue otorgado el 26 de octubre de 2001 a Lockheed Martin, cuyo X-35 venció al Boeing X-32. Funcionarios del Departamento de Defensa y el ministro británico de Adquisiciones de Defensa dijo que el X-35 superó constantemente al X-32, aunque ambos alcanzaron o excedieron los requisitos.

### Desarrollos relacionados
- F-35 Lightning II

### Aeronaves similares
- Boeing X-32
- / Rockwell-MBB X-31
- Yakovlev Yak-141
- British Aerospace P.125

### Secuencias de designación
- Secuencia X-_ (Aviones eXperimentales estadounidenses, 1948-presente): ← X-32 - X-33 - X-34 - X-35 - X-36 - X-37 - X-38 →

### Listas relacionadas
- Anexo:Cazas de reacción de quinta generación
- Anexo:Aeronaves de la Fuerza Aérea de los Estados Unidos (históricas y actuales)